# Moutir Chajia
Moutir Chajia (in arabo متير شجيع‎?; Heusden-Zolder, 4 giugno 1998) è un calciatore belga di origini marocchine, centrocampista o ala della Dinamo Batumi.

## Biografia
Nato in Belgio, ha origini marocchine.

## Caratteristiche tecniche
Ala duttile tatticamente, abile nel dribbling e dotata di un'ottima visione di gioco, può essere schierato anche come trequartista o mezzala.

## Carriera
Cresciuto nel settore giovanile dell'Ostenda, nel 2016 è stato acquistato dal Novara, con cui ha debuttato il 4 aprile 2017 in occasione dell'incontro di Serie B perso 2-0 contro la SPAL. È rimasto fra le file del club piemontese due stagioni per poi trasferirsi il 18 agosto 2018 all'Estoril Praia. Mai utilizzato dal club portoghese, nel gennaio 2019 ha fatto ritorno in Italia firmando con l'Ascoli. Utilizzato principalmente da subentrante, il 20 gennaio 2020 è stato ceduto in prestito alla Virtus Entella.
Terminato il prestito fa ritorno dall'Ascoli, da cui si svincola il 2 ottobre 2020. Ventidue giorni dopo firma per la Lokomotiva Zagabria.
Il 12 luglio 2021 passa al Como, con cui firma un biennale.. Alla prima partita stagionale, l'8 agosto seguente contro il Catanzaro in Coppa Italia, segna una doppietta, che però non basta per evitare la sconfitta, che arriva ai rigori. Dopo una serie di prestazioni convincenti, durante la gara casalinga contro il Parma si infortuna al tendine rotuleo, finendo anzitempo la sua stagione.
Nei due campionati successivi ritrova i suoi ritmi abituali e alla fine del torneo 2023-24 ottiene, con il Como, la promozione in serie A. Il 12 febbraio 2025 risolve il contratto con la società lombarda.
Il 28 febbraio da svincolato, viene acquistato dalla Dinamo Batumi, società della federazione Georgiana.

## Statistiche

### Presenze e reti nei club
Statistiche aggiornate al 1º aprile 2025.
| Stagione        | Squadra         | Campionato      | Campionato | Campionato | Coppe nazionali | Coppe nazionali | Coppe nazionali | Coppe continentali | Coppe continentali | Coppe continentali | Altre coppe | Altre coppe | Altre coppe | Totale | Totale | Totale |
| Stagione        | Squadra         | Comp            | Pres       | Reti       | Comp            | Pres            | Reti            | Comp               | Pres               | Reti               | Comp        | Pres        | Reti        | Pres   | Reti   |        |
| --------------- | --------------- | --------------- | ---------- | ---------- | --------------- | --------------- | --------------- | ------------------ | ------------------ | ------------------ | ----------- | ----------- | ----------- | ------ | ------ | ------ |
| 2016-2017       | Novara          | B               | 7          | 0          | CI              | -               | -               | -                  | -                  | -                  | -           | -           | -           | 7      | 0      |        |
| 2017-2018       | Novara          | B               | 19         | 2          | CI              | 1               | 0               | -                  | -                  | -                  | -           | -           | -           | 20     | 2      |        |
| Totale Novara   | Totale Novara   | Totale Novara   | 26         | 2          |                 | 1               | 0               |                    | -                  | -                  |             | -           | -           | 27     | 2      |        |
| 2018-gen. 2019  | Estoril Praia   | LdH             | 0          | 0          | CP+CdL          | 0               | 0               | -                  | -                  | -                  | -           | -           | -           | 0      | 0      |        |
| gen.-giu. 2019  | Ascoli          | B               | 7          | 0          | CI              | -               | -               | -                  | -                  | -                  | -           | -           | -           | 7      | 0      |        |
| 2019-gen. 2020  | Ascoli          | B               | 12         | 1          | CI              | 2               | 0               | -                  | -                  | -                  | -           | -           | -           | 14     | 1      |        |
| Totale Ascoli   | Totale Ascoli   | Totale Ascoli   | 19         | 1          |                 | 2               | 0               |                    | -                  | -                  |             | -           | -           | 21     | 1      |        |
| gen.-giu. 2020  | Virtus Entella  | B               | 6          | 0          | CI              | -               | -               | -                  | -                  | -                  | -           | -           | -           | 6      | 0      |        |
| 2020-2021       | Lok. Zagabria   | 1. HNL          | 27         | 2          | CC              | 1               | 0               | -                  | -                  | -                  | -           | -           | -           | 28     | 2      |        |
| 2021-2022       | Como            | B               | 14         | 0          | CI              | 1               | 2               | -                  | -                  | -                  | -           | -           | -           | 15     | 2      |        |
| 2022-2023       | Como            | B               | 12         | 1          | CI              | -               | -               | -                  | -                  | -                  | -           | -           | -           | 12     | 1      |        |
| 2023-2024       | Como            | B               | 28         | 0          | CI              | 1               | 0               | -                  | -                  | -                  | -           | -           | -           | 29     | 0      |        |
| 2024-feb. 2025  | Como            | A               | -          | -          | CI              | -               | -               | -                  | -                  | -                  | -           | -           | -           | 0      | 0      |        |
| Totale Como     | Totale Como     | Totale Como     | 54         | 1          |                 | 2               | 2               |                    | -                  | -                  |             | -           | -           | 56     | 3      |        |
| mar.-giu. 2025  | Dinamo Batumi   | EL              | 2          | 0          | -               | -               | -               | -                  | UCL+UECL           | -                  | -           | -           | -           | 2      | 0      |        |
| Totale carriera | Totale carriera | Totale carriera | 134        | 6          |                 | 6               | 2               |                    | -                  | -                  |             | -           | -           | 138    | 8      |        |